# Avraam Papadopoulos
Avraam Papadopoulos (Melbourne, 3. prosinca 1984.) bivši je grčki nogometaš.